# Morlupo
Morlupo település Olaszországban, Lazio régióban, Róma megyében. Lakosainak száma 8485 fő (2023. január 1.). Morlupo Castelnuovo di Porto, Rignano Flaminio, Magliano Romano és Capena községekkel határos.

## Népesség
A település lakossága az elmúlt években az alábbi módon változott:
| Lakosok száma | 8729 | 8689 | 8485 |
|               | 2017 | 2018 | 2023 |